# Something Happened
Something Happened  ist ein Jazzalbum von Michael Moore, John Pope und Johnny Hunter. Die im Juni 2022 in Blank Studios in Newcastle upon Tyne entstandenen Aufnahmen erschienen 2024 auf dem Label New Jazz and Improvised Music Recordings.

## Hintergrund
Der Holzbläser Michael Moore spielte im Frühsommer 2022 sechs Konzerte in den Midlands und im Norden Englands; auf dieser Kurztournee nutzte er mit John Pope und Johnny Hunter eine gut eingespielte Rhythmusgruppe aus der Region. Am siebten Tag der Tournee fand der auf Something Happened dokumentierte Studiotermin statt. Das Album enthält zehn größtenteils kurze Stücke.
Bassist John Pope hatte zuvor mit Musikern wie Joe McPhee, Paul Hession, Giancarlo Schiaffini, Chris Biscoe, Sergio Armaroli und Roger Turner gearbeitet; Schlagzeuger Johnny Hunter spielte u. a. in den Bands von Martin Archer, Sam Andreae, Mark Hanslip, Corey Mwamba und Cath Roberts. Beide leiten eigene Bands im Nordosten Englands.

## Titelliste
- Michael Moore, John Pope, Johnny Hunter: Something Happened (New Jazz and Improvised Music Recordings)

1. Providence (Michael Moore) 6:39
2. A Simple Change (Johnny Hunter) 5:41
3. Undulation (John Pope) 5:40
4. First Half of May (Johnny Hunter) 3:30
5. Anything Can Happen (Michael Moore) 6:13
6. Some Moore / Middle of the Road (Johnny Hunter) 12:55
7. Piffle (John Pope) 4:35
8. May-Ting (Michael Moore) 5:13
9. Bug Music (Michael Moore) 9:09

Die Kompositionen stammen, wie angegeben, von Michael Moore, von John Pope oder von Johnny Hunter.

## Rezeption
Nach Ansicht von Andy Hamilton, der das Album in Jazz Journal rezensierte, würde dieses Trio mit Improvisationen, die nur indirekt mit dem Thema oder der Harmonie in Zusammenhang stehen, an die Entwicklungen der späten 1950er-Jahre erinnern.
Das Album würde zeigen, wie gut die drei Musiker über das gemeinsame Vokabular ihres Handwerks kommunizierten, meint Jon Turney (UK Jazz News). Moore bediene sich frei aus einer ganzen Reihe von Meistern der Vergangenheit, mit Anklängen an alle von Ornette Coleman bis Sonny Rollins, Joe Henderson und sogar Anthony Braxton, und habe dennoch Neues zu sagen. Seine jüngeren Partner seien ebenso gut in der Tradition bewandert und reagierten aufmerksam auf jede neue Wendung in der Musik. Zusammen böten sie swingenden Freebop, der perfekt zu einem Trio ohne Harmonieinstrument passten, und weitere Stücke, die alle eine intensive Dreier-Interaktion und oft eine hinterhältig gute Laune zeigten.
Nach Ansicht von Ian Mann (The Jazz Mann) ist dies ein Avantgarde-Jazzalbum, das dank seiner Mischung aus intelligenter Komposition, höchst interaktiver kollektiver Improvisation und einem allgemeinen Sinn für Experimentierfreude und Spaß dennoch relativ zugänglich bleibe. Beeindruckend seien Moores Spiel als Saxophonist und Klarinettist und auch seine witzigen und intelligenten Kompositionen. Sein abenteuerlicher Ansatz beim Musizieren, der eine gute Balance zwischen Ernsthaftigkeit und Humor findet, sei erfrischend und er ist sicherlich ein Musiker, von dem man gerne mehr hören würde. Ein Blick in den Backkatalog dürfte für ein lohnendes Hörerlebnis sorgen.